# IQ-сигнал

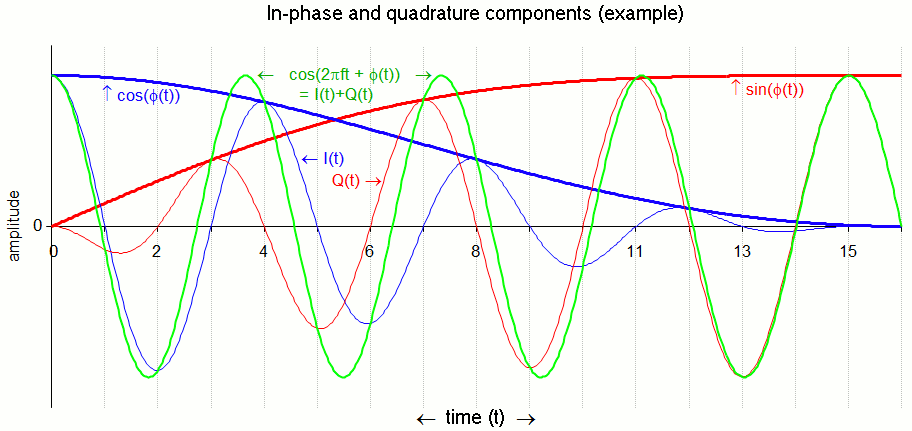
Приклад як синусоїда з кутовою модуляцією може бути розкладена або відновлена із двох амплітудно-модульованих синусоїд.

В електроніці, синусоїда з кутовою модуляцією може бути розкладена, або синтезована із, двох амплітудно-модульованих синусоїд які часто знаходяться в фазі на одну четверту циклу (π/2 радіан). Всі три функції мають одну частоту. Амплітудно-модульовані синусоїди відомі як синфазна (in-phase) і квадратурна (quadrature) складові. 
Деякі автори знаходять зручним згадувати лише амплітудну модуляцію (смуги) під цим терміном. Сигнал що має такі складові, називається IQ-сигналом.

## Визначення
У векторному аналізі, вектор з полярними координатами A,φ і Декартовими координатами x=A•cos(φ), y=A•sin(φ), може бути представлений у вигляді суми ортогональних «компонент»:  [x,0] + [0,y].  Так само в тригонометрії, вираз sin(x+φ) можна представити у вигляді sin(x)cos(φ) + sin(x+π/2)sin(φ).  А у функціональному аналізі, коли x є лінійною функцією деякої змінної, такої як час, ці компоненти є синусоїдами, і вони є ортогональними функціями. Коли φ=0,  sin(x+φ) зводиться лише до синфазного компоненту sin(x)cos(φ), а квадратурний компонент sin(x+π/2)sin(φ) дорівнює нулю.

### Кола змінного струму
Термін змінний струм відноситься до функції напруги відносно часу, що є синусоїдною із частотою, {\displaystyle \scriptstyle f,} 50 або 60 Гц. Коли воно подається до типового кола або пристрою, він породжує струм, який також синусоїдний. А взагалі це постійна різниця фаз, φ, між двома синусоїдами. Синусоїдальний стимул напруги зазвичай визначається як той, що має нульову фазу, що означає, що він довільно обраний як зручний відлік часу. Тому різниця фази відноситься до функції струму, тобто {\displaystyle \scriptstyle \sin(2\pi ft+\phi ),} ортогональними компонентами якої є  {\displaystyle \scriptstyle \sin(2\pi ft)\cos(\phi )}  і  {\displaystyle \scriptstyle \sin(2\pi ft+\pi /2)\sin(\phi ),}  як ми вже бачили. І коли φ стає такою, що синфазний компонент дорівнює нулю, синусоїди струму і напруги кажуть знаходяться у квадратурі, що означає що вони ортогональні одна одній. У такому випадку електроенергія не споживається. Скоріше, вона тимчасово зберігається пристроєм і повертається назад, раз на кожні {\displaystyle \scriptstyle 1/f}  секунд. Відмітимо, що термін у квадратурі лише застосовується коли дві синусоїди ортогональні, а не коли вони є компонентами іншої синусоїди.